# 苏州科技大学天平学院
苏州科技大学天平学院，是苏州科技大学举办的普通全日制本科独立学院，位于苏州市吴中区木渎镇。

## 历史
- 1999年9月，批准成立，为公有民办二级学院；
- 2005年，改为独立学院；
- 2016年3月，更名为苏州科技大学天平学院。

## 院系设置
- 园林艺术系
- 环境工程系
- 土木工程系
- 电子与信息工程系
- 经济管理系
- 人文科学系
- 公共管理系
- 化学与生物工程系
- 传媒艺术系
- 外语系
- 音乐系
- 机电工程系
- 数理系
- 体育部